# Colonna sonora di Euphoria
La serie televisiva statunitense Euphoria ha utilizzato come colonna sonora numerose canzoni famose e musiche appositamente composte all'interno dei suoi episodi. 

## Prima stagione

### Musiche originali
L'album contenente le musiche originali della prima stagione, interpretate da Labrinth, è stato pubblicato il 4 ottobre 2019 in formato digitale, fisico e streaming. La versione vinile è stata messa in commercio il 10 gennaio 2020.
Lista tracce
1. New Girl – 1:02
2. Formula – 1:31
3. Preparing for Call – 0:28
4. Forever – 3:22
5. Planning Date – 1:41
6. Nate Growing Up – 2:33
7. Home from Rehab – 0:43
8. We All Knew – 3:01
9. Say Goodnight – 0:43
10. Shy Guy – 1:25
11. Following Tyler – 1:28
12. Still Don't Know My Name – 2:33
13. Kat's Denial – 1:30
14. Slideshow – 0:56
15. Family Vacation – 0:22
16. Grapefruit Diet – 1:35
17. WTF Are We Talking For – 2:51
18. Euphoria Funfair – 10:07
19. The Lake – 3:45
20. Maddy's Story – 4:51
21. Demanding Excellence – 3:30
22. McKay & Cassie – 1:32
23. Gangster – 2:30
24. When I R.I.P. – 2:54
25. Arriving at the Formal – 5:58
26. Virgin Piña Coladas – 0:22

### Colonna sonora
La colonna sonora della prima stagione è stata pubblicata dalla Interscope Records il 14 maggio 2021 esclusivamente in formato vinile e digitale. Al suo interno sono contenute undici tracce presenti negli episodi della prima stagione e due brani impiegati nel secondo episodio speciale della serie, tra i quali rientrano la versione di Labrinth e Zendaya di All for Us e il singolo ufficiale Lo vas a olvidar.
Lista tracce
1. Labrinth e Zendaya – All for Us – 3:12
2. Labrinth – Mount Everest – 2:37
3. Bobby Womack – Fly Me to The Moon (In Other Words) – 2:08
4. Air Supply – Even the Nights Are Better – 3:52
5. Charlotte Day Wilson – Work – 3:44
6. Blood Orange – Champagne Coast – 4:52
7. Kilo Kish – Taking Responsibility – 3:29
8. Santigold – Run The Road – 4:22
9. The Last Artful, Dodgr – Hot – 3:10
10. Amandla Stenberg – Be Mine – 3:40
11. Arcade Fire – My Body Is a Cage – 4:47
12. Billie Eilish e Rosalía – Lo vas a olvidar – 3:23
13. Ai Bendr – Love Me Low – 2:29

## Seconda stagione

### Musiche originali
L'album contenente le musiche originali della seconda stagione, così come la prima interpretate da Labrinth, verrà pubblicato il 22 aprile 2022 in formato digitale, fisico e streaming. Il progetto contiene al suo interno collaborazioni vocali con gli interpreti della serie Zendaya, Angus Cloud e Dominic Fike.
Lista tracce
1. The Angels – 0:45
2. I'm Tired (Long Version) – 3:30
3. ICE (We Should Do Drugs) – 2:45
4. See You Assholes Later – 2:30
5. She Certainly Looks the Part – 0:48
6. Dracula (Nate Sees Cassie) – 2:48
7. Skeletons (Lexi Needed a Break) – 2:22
8. Putting Everything Away – 0:43
9. Fez's Interlude (con Angus Cloud) – 1:01
10. El Weirdo (I Relapsed) – 1:58
11. This Is Life – 0:30
12. Every Second Counts – 3:00
13. Truth or Dare – 0:15
14. Washing Off the Blood – 3:07
15. Elliot's Song (con Dominic Fike e Zendaya) – 2:30
16. I Don't Know If I'm a Good Person – 0:32
17. Love Is Complicated (The Angel Sings) – 3:19
18. Fun at the Alley – 2:04
19. Sidekicks Are Smarter – 0:21
20. Pros & Cons – 3:26
21. At Least I'm Loved – 2:21
22. Rue's I'm Tired (con Zendaya) – 2:17

### Colonna sonora
La colonna sonora della seconda stagione è stata pubblicata dalla Interscope Records in formato digitale il 4 marzo 2022, mentre è stata pubblicata in formato fisico il 13 maggio successivo e in vinile il 29 luglio. Si compone di sette brani originali e otto tracce utilizzate negli episodi della seconda stagione.
Lista tracce
1. Labrinth e Zendaya – I'm Tired – 3:07
2. Billy Swan – Don't Be Cruel – 4:13
3. Orville Peck – Dead of Night – 3:59
4. Noah Cyrus e Lil Xan – Live or Die – 3:14
5. Gerry Rafferty – Right Down the Line – 4:27
6. Labrinth – Yeh I Fuckin' Did It – 2:11
7. INXS – Never Tear Us Apart – 3:06
8. Lana Del Rey – Watercolor Eyes – 3:31
9. James Blake feat. Labrinth – (Pick Me Up) Euphoria – 3:15
10. Tove Lo – How Long – 3:19
11. Bobby Darin – Call Me Irresponsible – 2:05
12. Lenny Kravitz – It Ain't Over 'til It's Over – 4:02
13. Dominic Fike e Zendaya – Elliot's Song – 2:30
14. Ericdoa – Sad4whattt – 1:58
15. Yeat – U Could Tëll – 2:28

Durata totale: 47:25